# Верица Шерифовић
Верица Шерифовић (Крагујевац, 12. септембар 1963) српска је певачица народне, поп и ромске музике.

## Биографија
Рођена је у Крагујевцу, где је завршила и гимназију. Поред хит-песама Не дам болу да ме сломи, Пепељуга, Са тобом поново, Лоша година, Ако треба могу то и По који пут да ти верујем, Верица је српској јавности била занимљива због свог приватног живота. Наиме, познато је да је током свог брака са Рајком Шерифовићем трпела физичко злостављање док се нису разишли. Била је у браку и са композитором и хармоникашем Мићом Николићем. Позната је као интерпретатор ромских песама, али и џез стандарда. Њена ћерка, Марија Шерифовић, победила је на Евровизији 2007. године.

## Дискографија
- Можда постоји неко (1988)
- Ми смо срећан пар (1991)
- Ако има Бога (1993)
- Верица Шерифовић (1996)
- Вол. 7 (1997)
- Са тобом поново (1998)
- Циганска снаја (2001)
- Верујеш ли (2005)
- И то ће проћи (2006)
- Ти ми увек требаш (2008)

## Фестивали
- 1991. Шумадијски сабор - Око мене успомене
- 1996. Моравски бисери - На том месту испод сунца
- 1999. Фестивал "Драгиша Недовић", Крагујевац - Стани, стани, Ибар водо / Обраше се виногради
- 2000. Фестивал "Драгиша Недовић", Крагујевац - На Морави, воденица стара